# Œil de lynx, détective
Pour plus de détails, voir Fiche technique et Distribution.
Œil de Lynx, détective est un film français réalisé par Pierre-Jean Ducis,  sorti en 1936.

## Synopsis
Deux détectives peu doués, un grand maigre et un petit gros, enquêtent sur une affaire de mari trompé par sa femme.

## Fiche technique
- Titre original : Œil de lynx, détective
- Titre secondaire : Œil de Lynx[1]
- Réalisation :  Pierre-Jean Ducis
- Scénario : Madeleine Bussy et Henri Vendresse, d'après la pièce de théâtre de Georges André-Cuel, Abel Deval et Daniel Poire
- Photographie : Boris Kaufman
- Montage :
- Musique : Casimir Oberfeld
- Décors : Jacques-Laurent Atthalin
- Producteur : Henri Ullmann
- Société de production :  Les Films Henri Ullmann
- Société de distribution : Paramount Pictures
- Pays de production :  France
- Format :  Noir et blanc - 1,37:1 - 35 mm - son mono
- Genre : Comédie, Film policier, Comédie policière
- Durée : 73 minutes
- Date de sortie : 
  - France : 28 août 1936

## Distribution
- Armand Bernard : Marc Lanterne
- Alice Tissot : Mme Dunoyau
- Janine Merrey : Solange
- Paul Pauley : M Smith
- Ginette Leclerc : Janine
- Jeanne Fusier-Gir : Mme Gorien
- Charles Lemontier
- Charles Dechamps : Dunoyau
- Pierre Stéphen : Jérôme
- Sylvia Bataille
- Nita Raya
- Gustave Gallet
- Valentine Camax